# Сигетец
Сигетец је насељено место у саставу општине Петеранец у Копривничко-крижевачкој жупанији, Република Хрватска.

## Историја
До територијалне реорганизације у Хрватској налазио се у саставу старе општине Копривница.

## Становништво
На попису становништва 2011. године, Сигетец је имао 1.212 становника.

## Попис1991.
На попису становништва 1991. године, насељено место Сигетец је имало 1.276 становника, следећег националног састава:
| Попис 1991.‍   | Попис 1991.‍  | Попис 1991.‍ | Попис 1991.‍ | Попис 1991.‍ |
| ------------- | ------------ | ----------- | ----------- | ----------- |
|               |              |             |             |             |
| Хрвати        | Хрвати       |             | 1.244       | 97,49%      |
| Роми          | Роми         |             | 6           | 0,47%       |
| Југословени   | Југословени  |             | 5           | 0,39%       |
| Срби          | Срби         |             | 3           | 0,23%       |
| Чеси          | Чеси         |             | 1           | 0,07%       |
| неопредељени  | неопредељени |             | 6           | 0,47%       |
| регион. опр.  | регион. опр. |             | 1           | 0,07%       |
| непознато     | непознато    |             | 10          | 0,78%       |
| укупно: 1.276 |              |             |             |             |